# Julia de vi publica
Julia de vi publica va ser una antiga llei romana establerta segurament per August contra aquells que per la força, amb armes o sense, maltractessin un altre per raons particulars amb intenció de causar disturbis, als que entraven per la força a propietats, les cremaven i en general exercien violències amb finalitat sediciosa.